# Xerofagi
Xerofagi (av grekiska xerofagi'a, av xero's, "torr", och
fagei'n, "äta") var de första kristnas bruk att under fastetiderna äta endast bröd och torr frukt; uteslutande bruk av torra födoämnen, ett slags "diète sèche", törstkur.